# Ewa Kaim

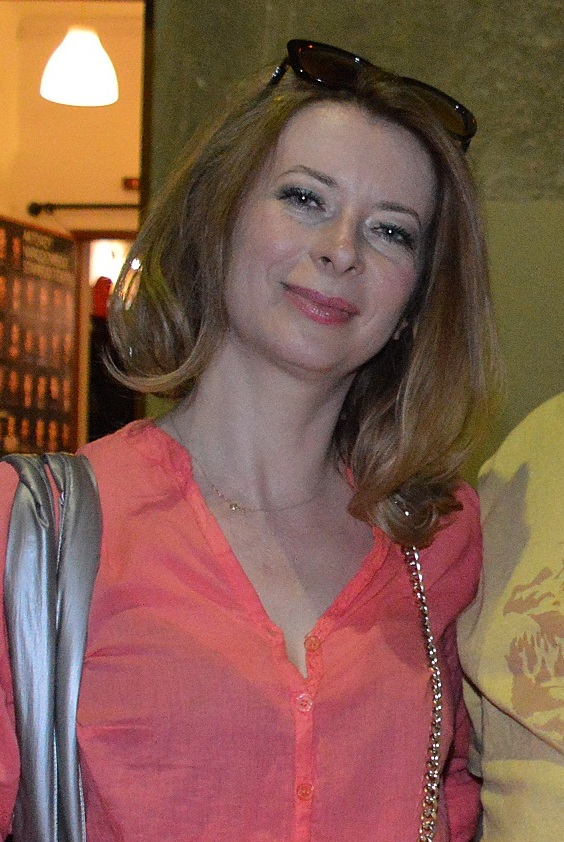
Ewa Kaim im Jahr 2018

Ewa Kaim (* 1971 in Oświęcim, Polen) ist eine polnische Schauspielerin.

## Leben
Ewa Kaim wurde 1971 in Oświęcim (deutsch Auschwitz) im Süden Polens geboren. Sie studierte an der Schauspielabteilung der Staatlichen Theaterhochschule (PWST) in Krakau und erhielt 1994 ihr Abschlussdiplom. 1992 debütierte sie im Krakauer Stary-Theater in Shakespeares Stück Ein Sommernachtstraum. Von 1994 bis 1995 spielte sie am Volkstheater im Krakauer Stadtteil Nowa Huta, ab 1995 dann im Stary-Theater.
Die Schauspielerin ist neben ihrer Bühnentätigkeit auch in Film- und Fernsehproduktionen aktiv, insbesondere seit Beginn der 2010er Jahre. Für ihre Rolle in dem 2002 veröffentlichten Film Aniol w Krakowie erhielt sie beim Polnischen Filmfestival Gdynia die Auszeichnung in der Kategorie Bestes Schauspieldebüt, außerdem erhielt sie eine Nominierung als Beste Hauptdarstellerin beim Polnischen Filmpreis. In der Fernsehserie Teatr Telewizji führte sie 2017 bei einer Folge Regie und schrieb auch am Drehbuch mit.
2016 wurde Ewa Kaim an der Nationalen Akademie für Theaterkunst (AST) in Krakau in Theaterwissenschaften promoviert.

## Filmografie
- 1995–2010: Teatr Telewizji
- 2002: Aniol w Krakowie
- 2010: Mistyfikacja
- 2018: Odnajde cie
- 2019–2021: Zakochani po uszy

## Auszeichnungen
- 2003: Polnisches Filmfestival Gdynia – Bestes Schauspieldebüt (in dem Film Aniol w Krakowie)